# لورنس ر. هورن
لورنس ر. هورن (بالإنجليزية: Laurence R. Horn)‏ هو لغوي أمريكي، ولد في 14 يوليو 1945.